# Sclerocactus schlesseri
Sclerocactus schlesseri är en kaktusväxtart som beskrevs av K.D. Heil och Stanley Larson Welsh. Sclerocactus schlesseri ingår i släktet Sclerocactus och familjen kaktusväxter. Inga underarter finns listade i Catalogue of Life.